# Kama (arma)
Kama (鎌 ou かま) é um tipo de ferramenta tradicional de agricultura proveniente de Okinawa, no Japão, semelhante a uma foice, usada para ceifar colheitas e também utilizada como arma. 

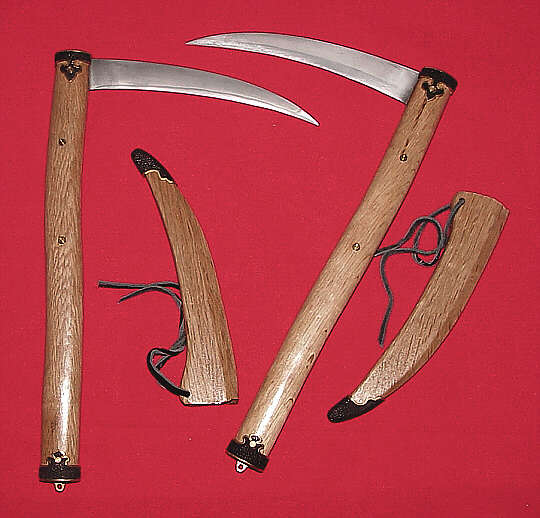
Kama

Antes de ser usada nas artes marciais, a kama era usada na China, Japão e Filipinas nas colheitas, sobretudo de arroz. Também tem sido utilizada em artes marciais chinesas e coreanas. 
Uma variação ou evolução da kama é a kusarigama, que consiste na combinação de uma ou até duas kamas a uma corrente.